# Toyota Auris
Toyota Auris (читається Тойота Оріс, також відомий як Ауріс) — п'ятидверний або трьохдверний передньопривідний автомобіль типу «хетчбек», що випускається компанією «Toyota» з 2007 року на платформі автомобіля Toyota Corolla.

## Перше покоління (E150)

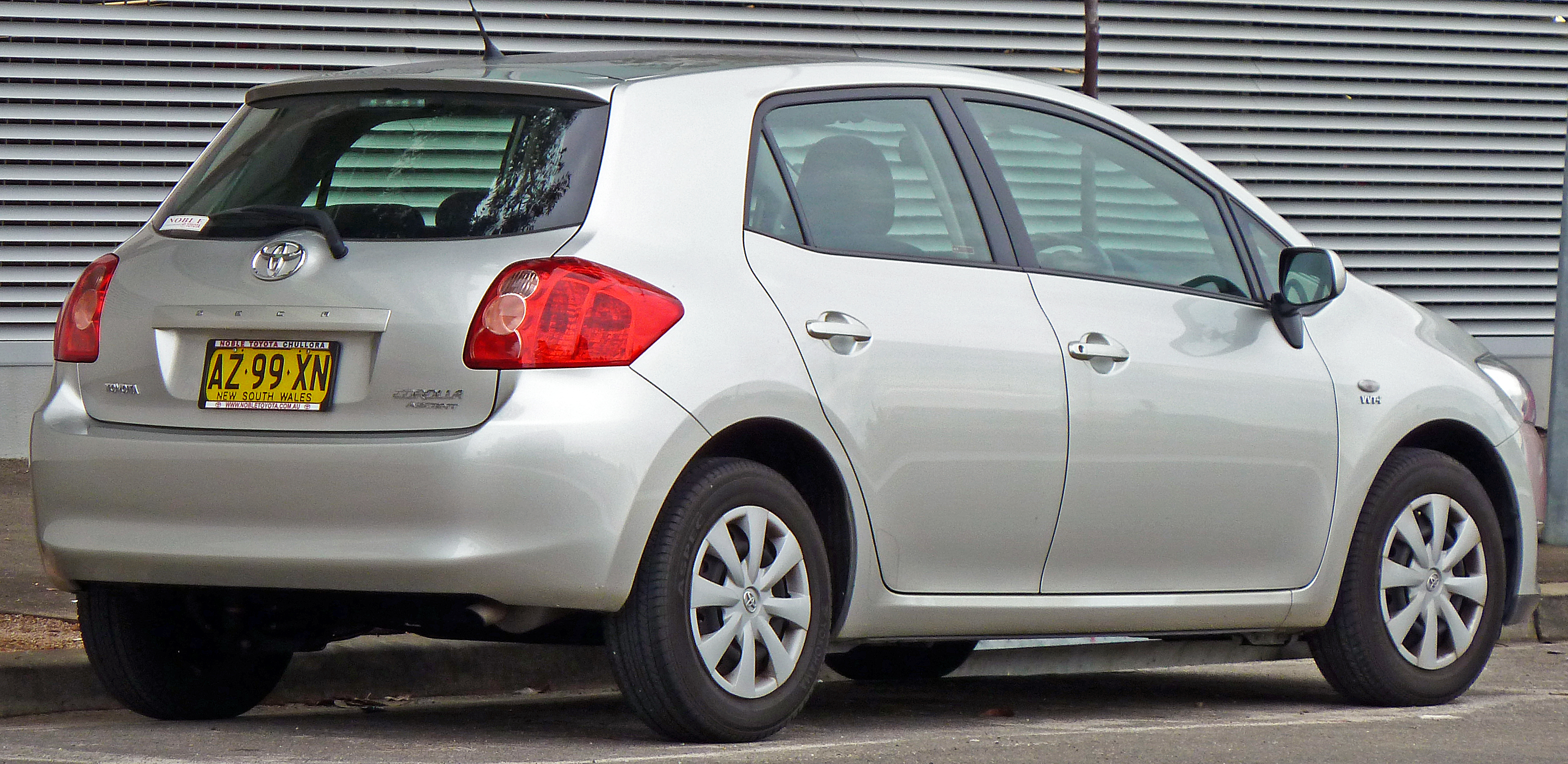
Toyota Auris 5д (2007—2009)

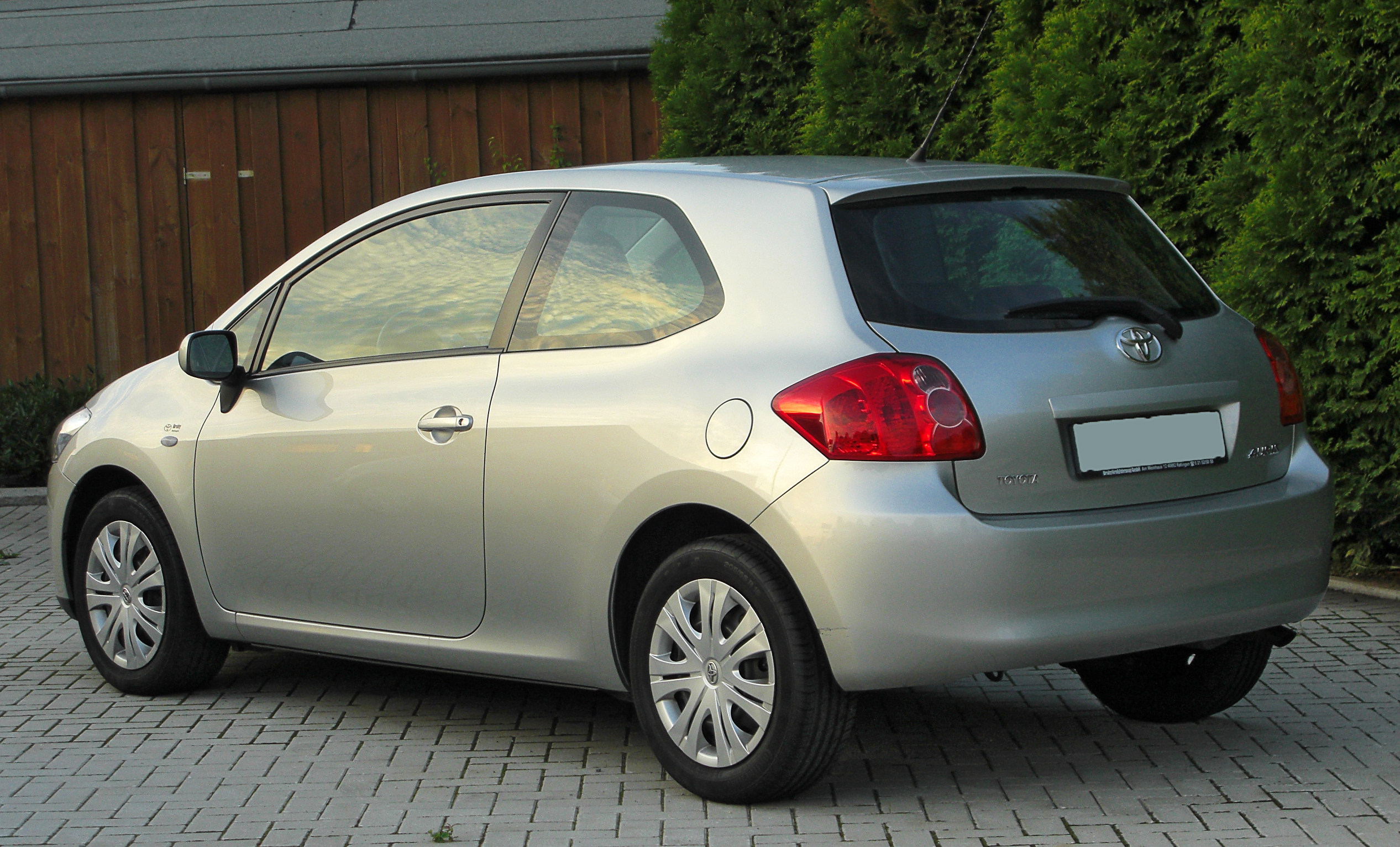
Toyota Auris 3д (2007—2009)

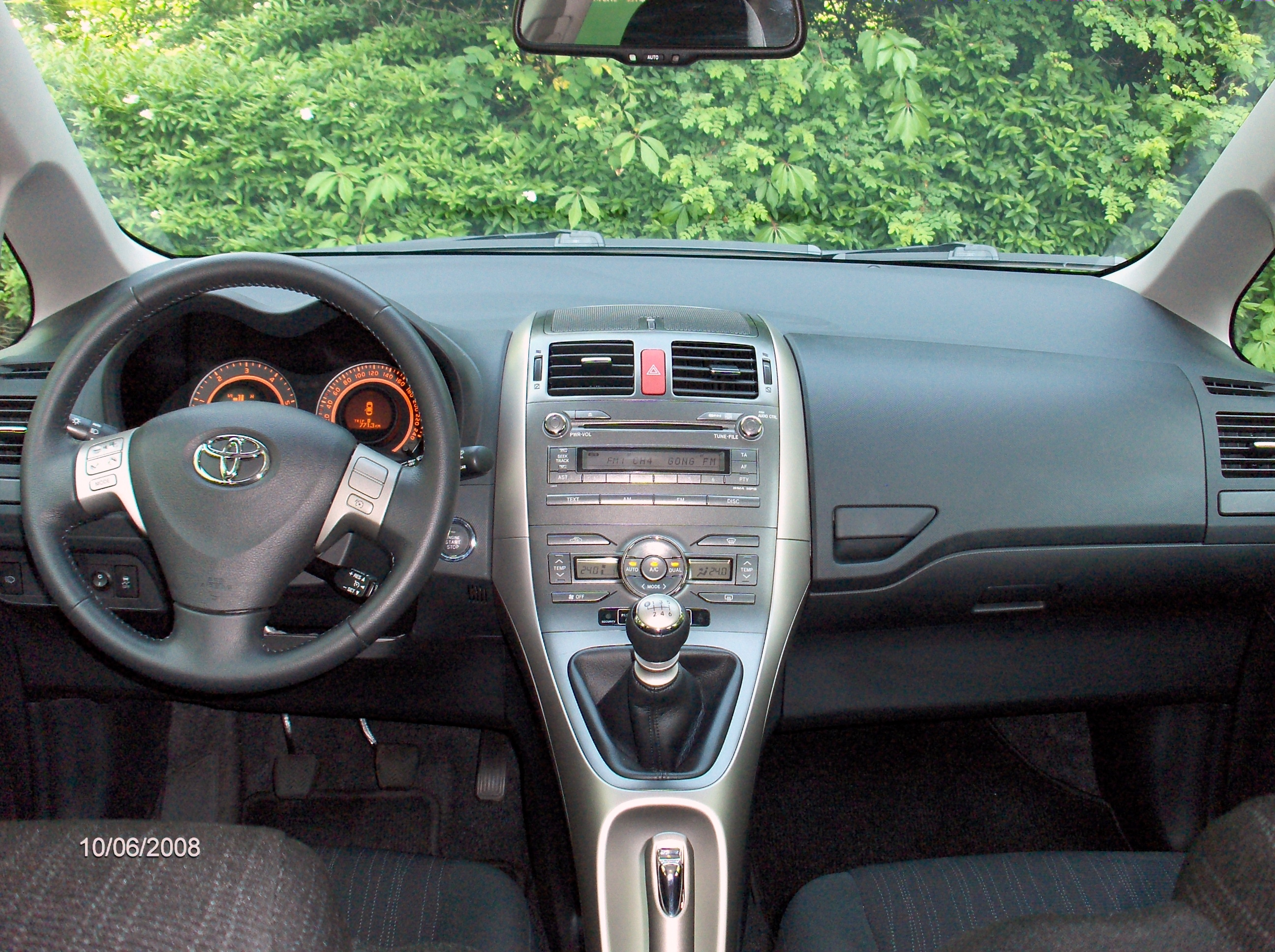
Toyota Auris вигляд салону

Автомобіль орієнтований передусім на європейських споживачів, проте виготовляється як в Європі, на заводах компанії «Тойота» в Англії і Туреччині, і в Японії. Комплектується механічною або роботизованою коробкою передач. У європейській і японській версіях використовуються різні типи двигунів.
Чутки про те, що корпорація Тойота почала розробку нового покоління Toyota Corolla, з'явилися в Інтернеті ще влітку 2005 року. Тоді ж широкій громадськості стали доступні ескізи інтер'єру і екстер'єру автомобіля, нібито «схожого на нову Corolla». В кінці зими 2006 року в інтернеті з'явилися відразу дві серії шпигунських фотографій нового автомобіля — у світлому і темному виконаннях. Про деталі інтер'єру і екстер'єру судити було все ще складно. Як виявилося, автомобіль, випробування якого вдалося зняти шпигунам, був аж ніяк не новою Corolla, а Toyota Auris.
Продажі Auris в Європі почалися в січні 2007 року.
У 2009 році модель модернізували.

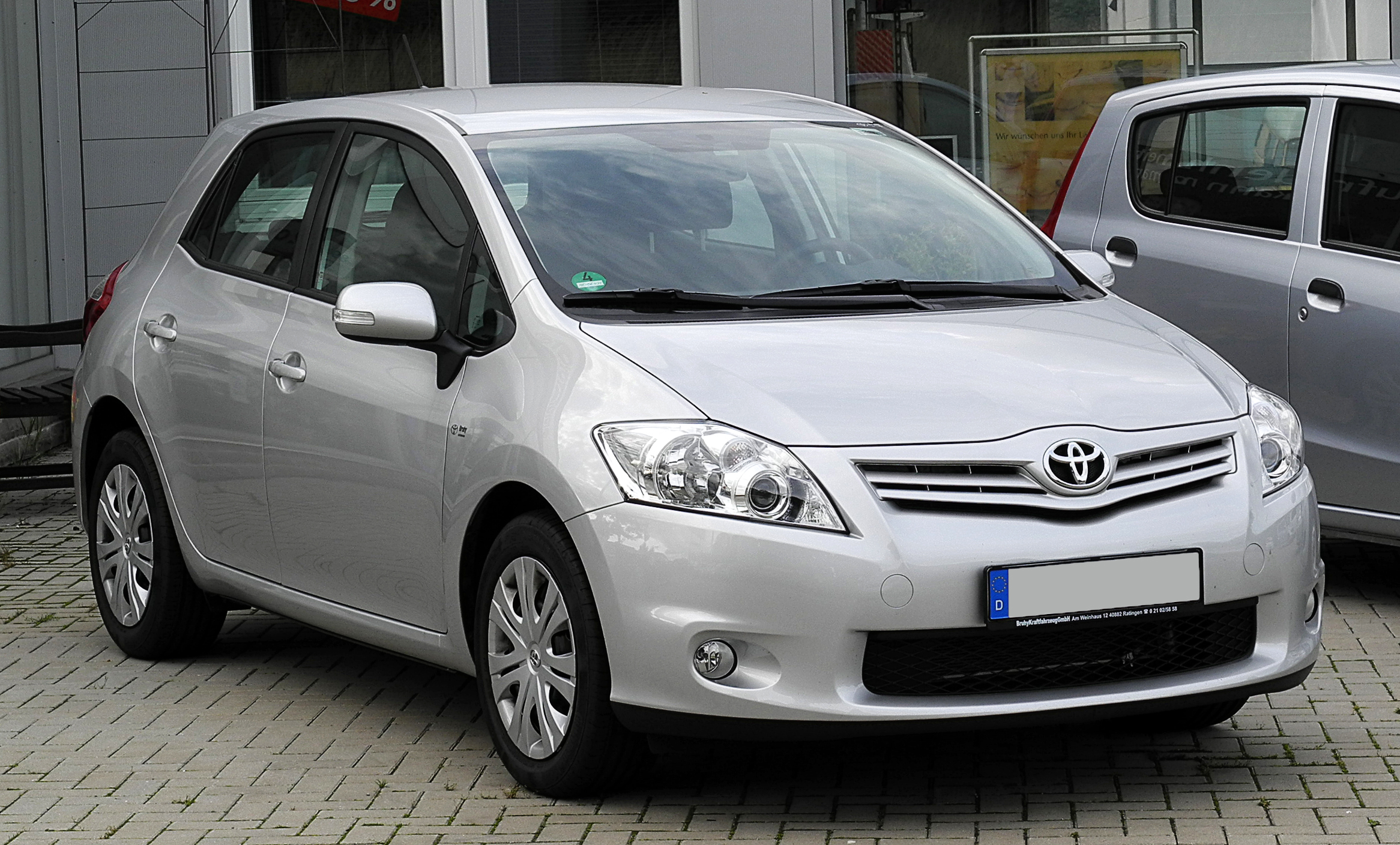
Toyota Auris 5д (2009-2012)
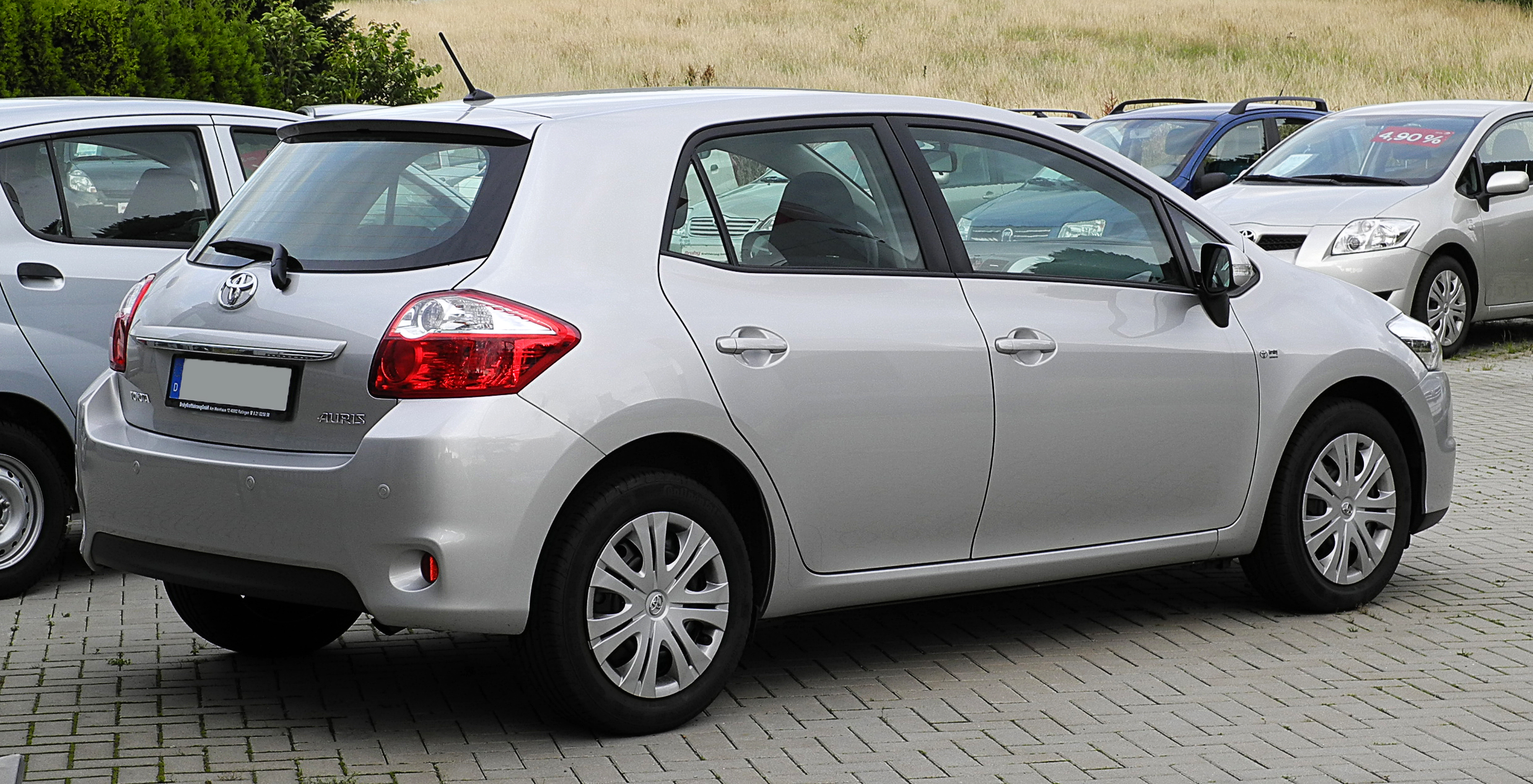
Toyota Auris 5д (2009-2012)

### Двигуни
Бензинові
- 1.33 л I4 101 к.с.
- 1.4 л I4 97 к.с.
- 1.6 л I4 132 к.с.
- 1.8 л I4 147 к.с.
- 2.4 л I4 158 к.с.

Дизельні
- 1.4 л I4 90 к.с.
- 2.0 л I4 126 к.с.
- 2.2 л I4 177 к.с.

## Друге покоління (E180)

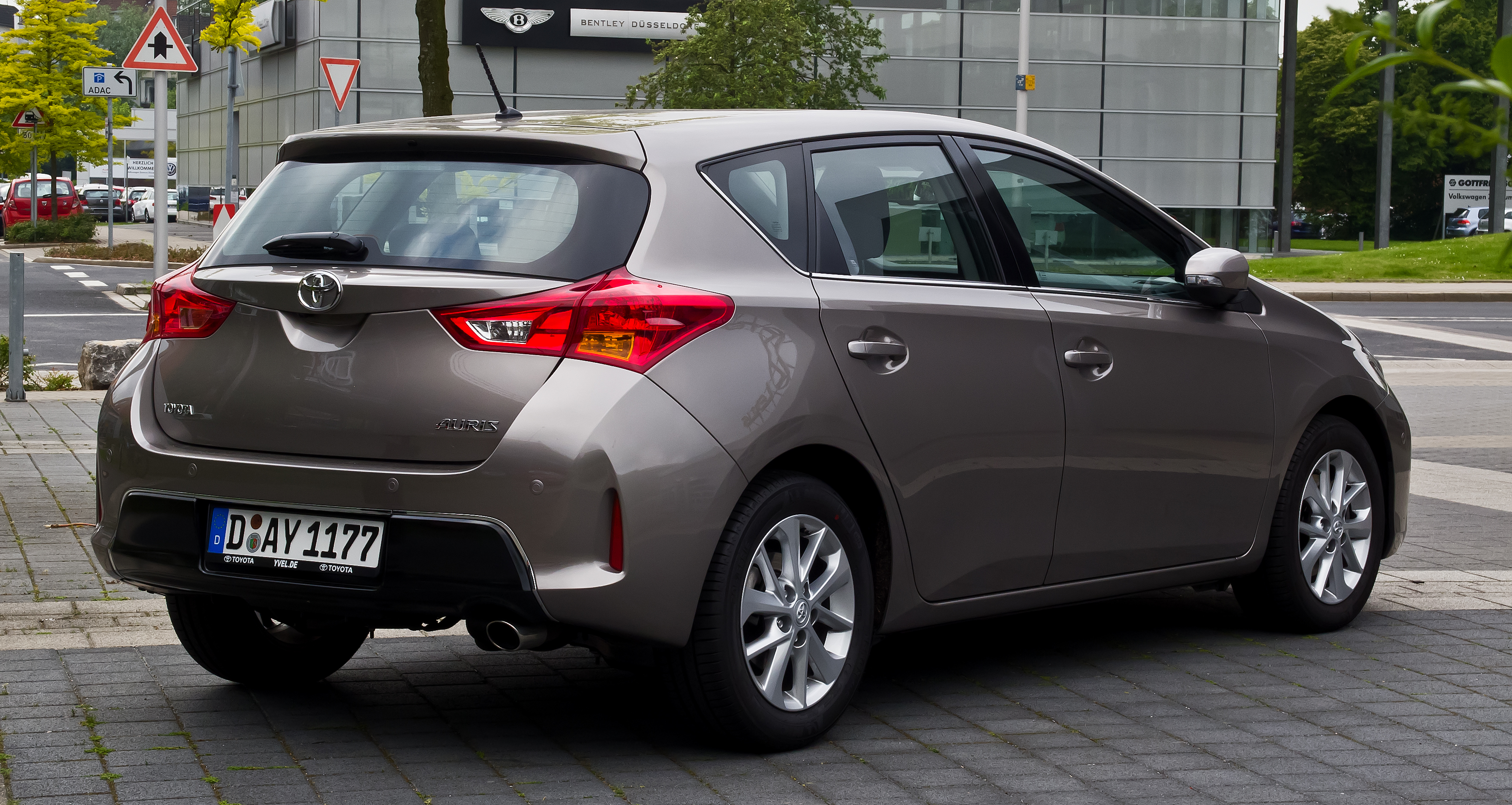
Toyota Auris 2

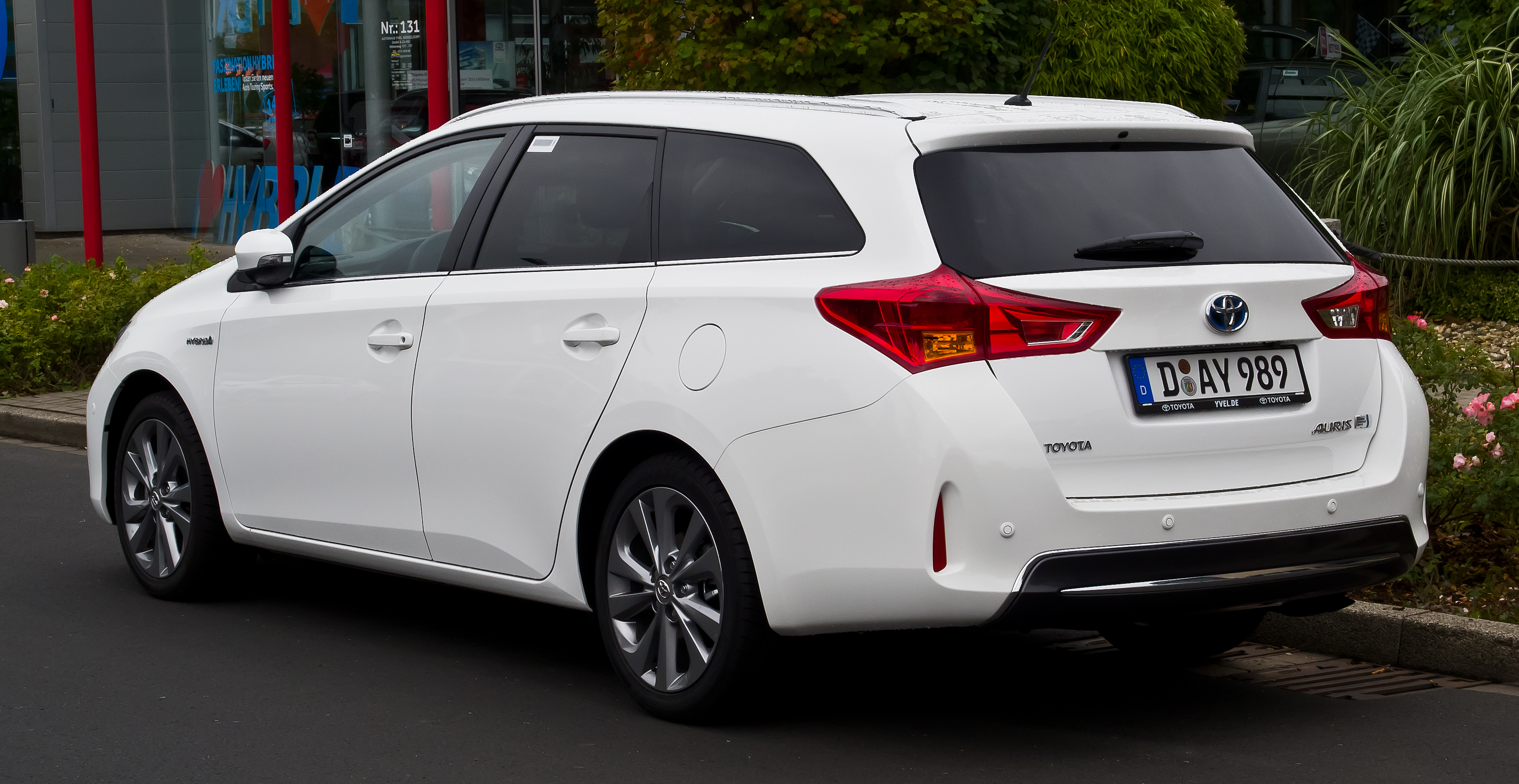
Toyota Auris 2 Touring Sports Hybrid

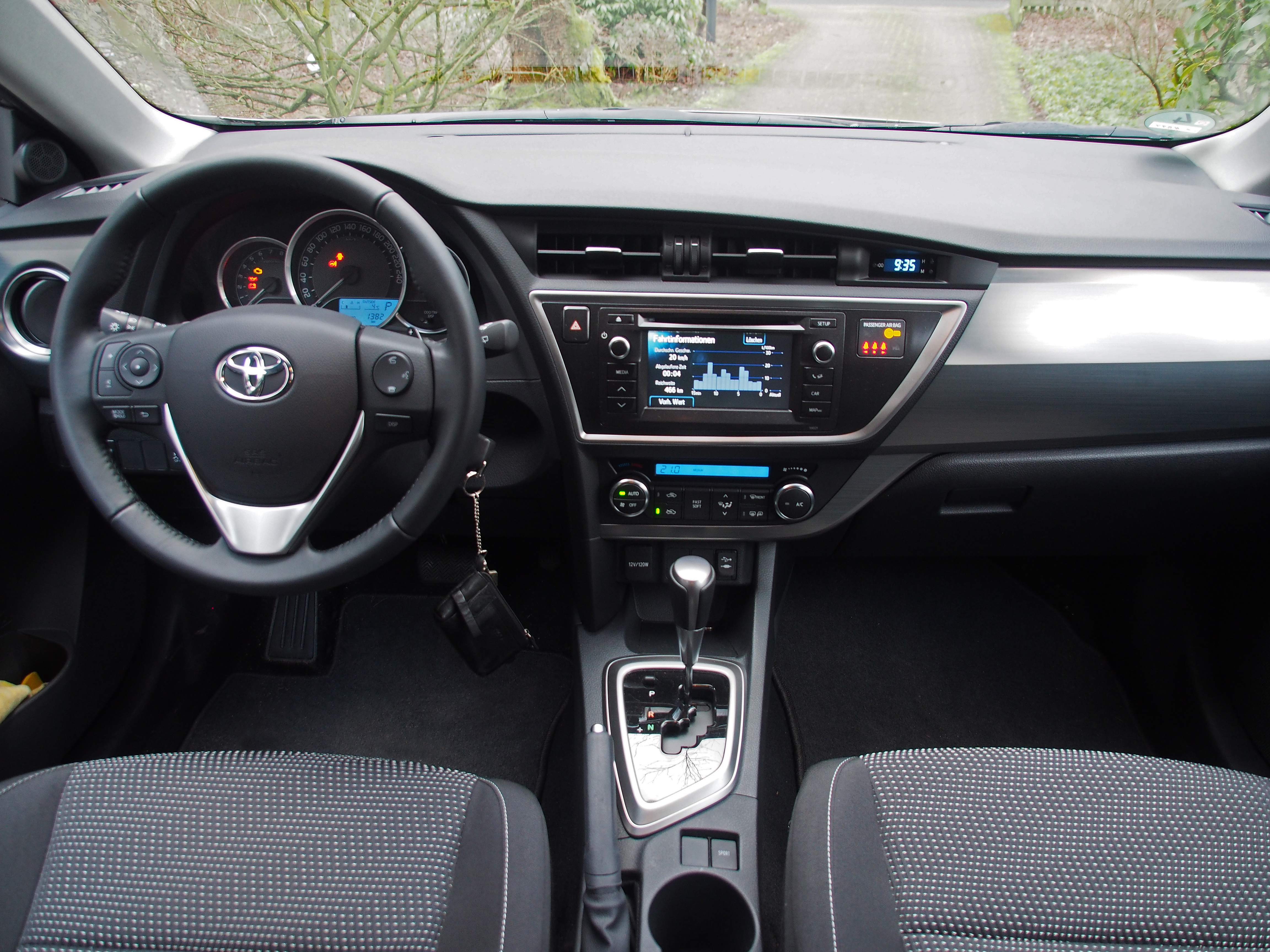
Салон Toyota Auris 2

20 серпня 2012 році показано друге покоління Toyota Auris (заводський індекс E180). Модель представлена у вересні 2012 року на Paris Motor Show, європейські продажі почнуться на початку 2013 року. В Японії продажі почалися у вересні 2012 року, а в Австралії та Новій Зеландії в жовтні 2012 року.
Auris II пропонується в двох варіантах кузова: пятидверний хетчбек та універсал Sport Touring.
Для європейського ринку Auris II буде пропонуватися з двома бензиновими двигунами 1,33 л і 1,6 л, двома турбодизелями 1,4 л та 2,0 л і з гібридним двигуном 1,8 л.
У 2015 році з метою зберегти конкурентоспроможність даної моделі були проведені значні зміни, що включають: оновлення дизайну екстер'єру, поліпшення обладнання в салоні і використання нових матеріалів в оздобленні. Також, були додані нові бензинові і дизельні двигуни. А ось 1.3-літровий бензиновий, 1.4-літровий дизельний і 1.8-літровий гібридний двигун з безступінчатою трансмісією залишилися без змін.

### Двигуни
Бензинові:
- 1,2 л 8NR-FTS VVT-iW turbo 116 к.с. (85 кВт) з 6-ст. МКПП або Multidrive S
- 1,33 л Dual-VVT-i 99 к.с. (73 кВт) з 6-ст. МКПП
- 1,6 л Valvematic 132 к.с. (97 кВт) з 6-ст. МКПП
- 1,6 л Valvematic 132 к.с. (97 кВт) з Multidrive S КПП

Дизельні:
- 1,4 л D-4D 90 к.с. (66 кВт) з 6-ст. МКПП
- 1,6 л D-4D 112 к.с. (82 кВт) з 6-ст. МКПП
- 2,0 л D-4D 124 к.с. (91 кВт) з 6-ст. МКПП

Hybrid з безступінчастою автоматичною КПП
- 1,8 л 2ZR-FXE VVT-i, 99 к.с. (73 кВт), і електродвигун, 82 к.с. (60 кВт), сумарно 136 к.с. (100 кВт)

## Третє покоління (E210)

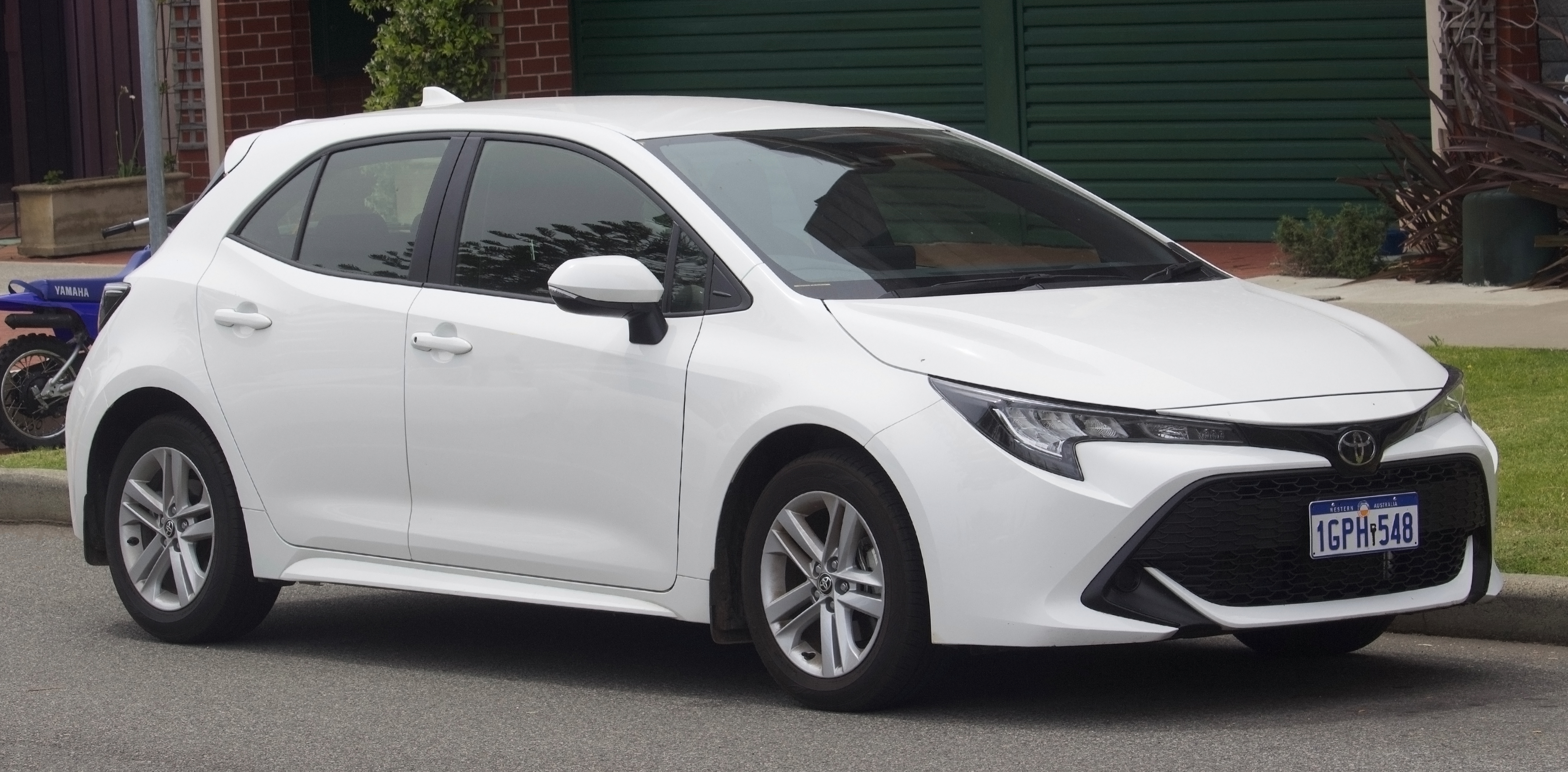
Toyota Auris ІІІ

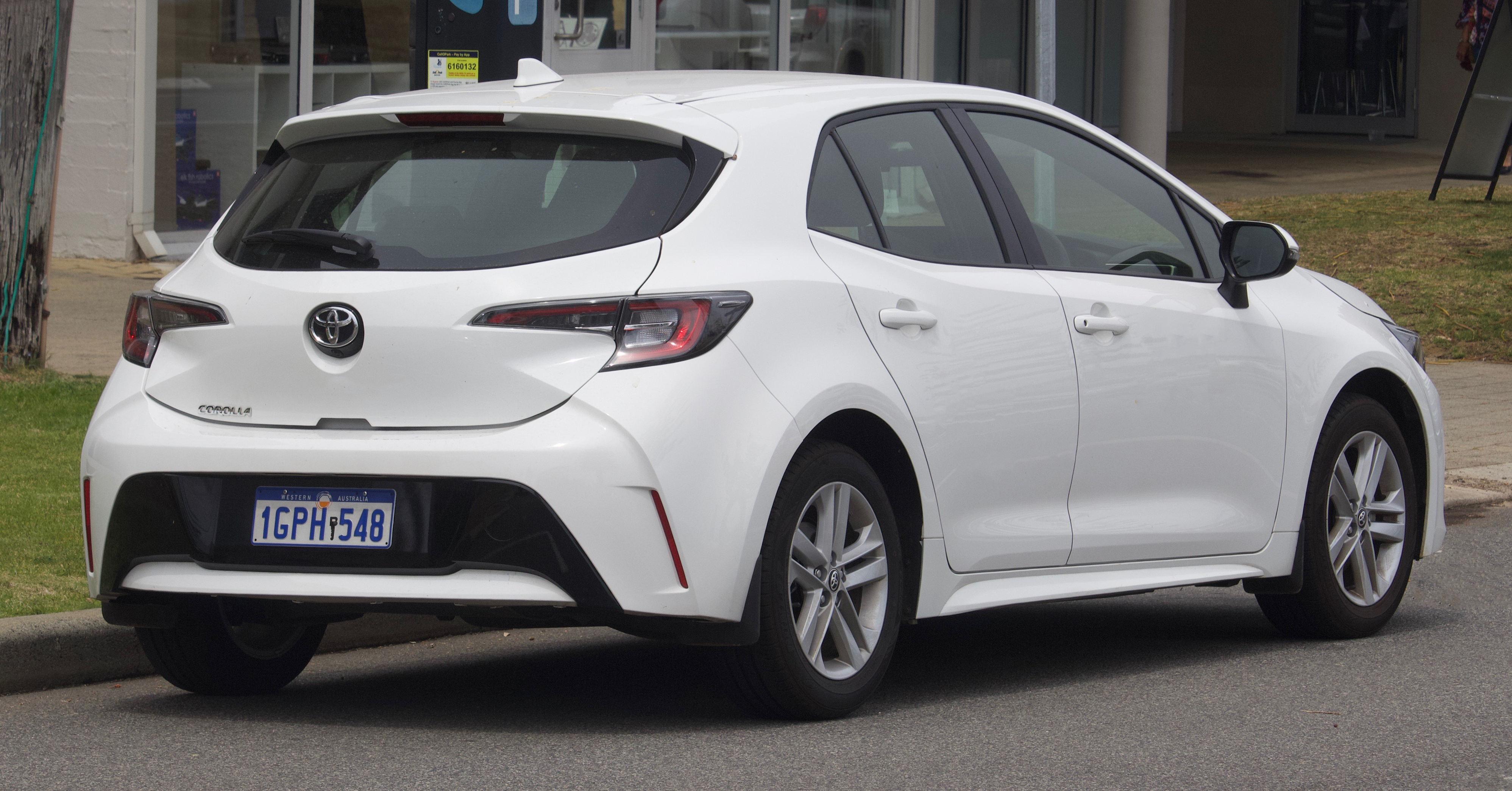
Toyota Auris ІІІ

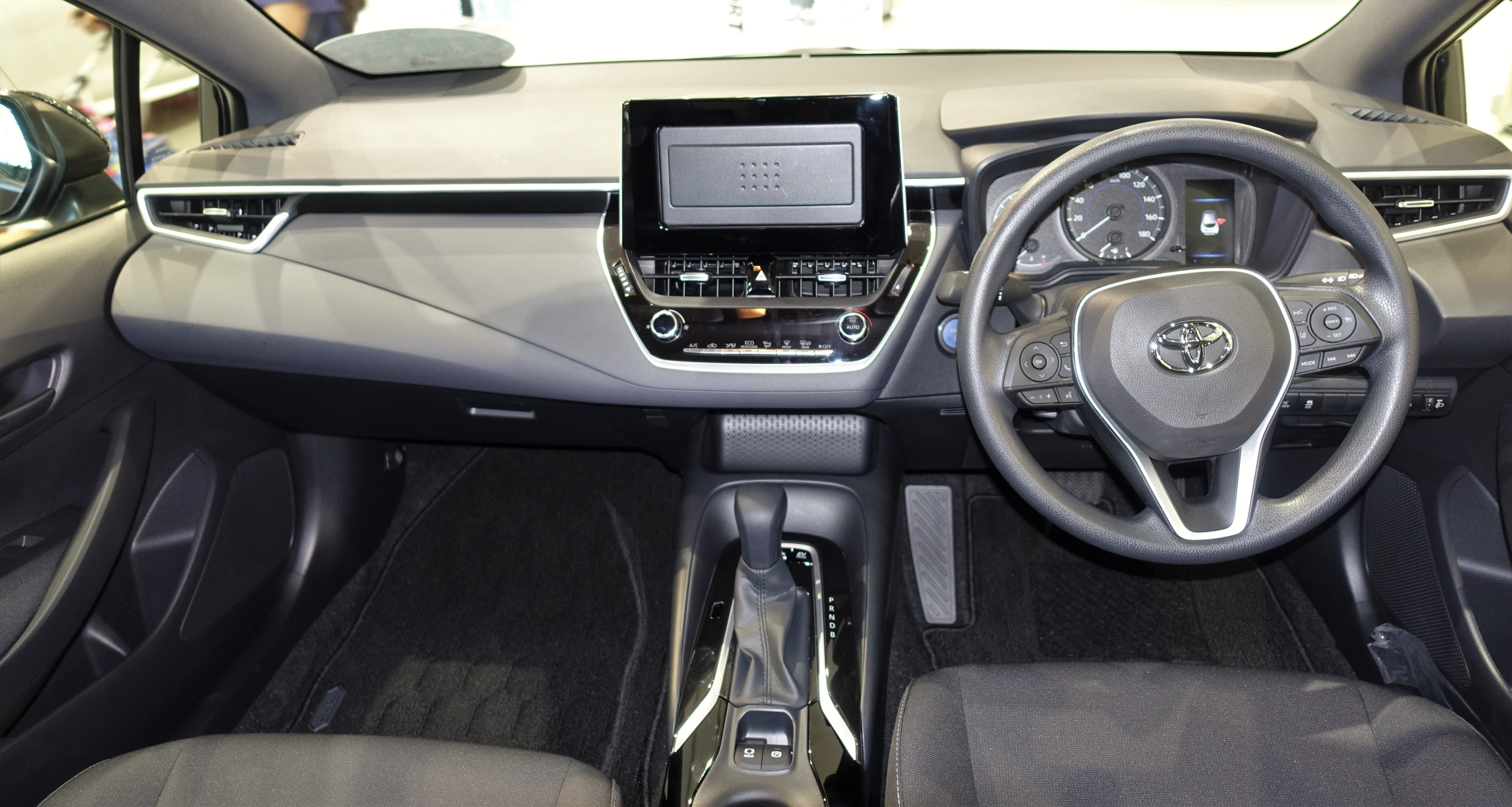

У березні 2018 року на автосалоні в Женеві дебютувала Toyota Auris третього покоління, яку розробляли за новими лекалами. Автомобіль збудовано на модульній платформі TNGA GA-C.
Дизельних двигунів не буде. З колишніх агрегатів залишився тільки бензиновий наддувний 1.2 л, що розвивав 116 к.с. Основна ставка зроблена на бензоелектричні силові установки. Їх у нового Ауриса буде аж дві, і кожна з них призначена для різних покупців. Перша з 1.8 л і електромотором (сумарна віддача — 122 к.с.) адресована тим, кого хвилює підвищена економічність і низькі витрати при експлуатації. Друга ж заточена під активних водіїв. І тут вже місце мотора 1.8 л займає 2.0 л, який спільно з електричним двигуном видає 180 к.с.
З 2019 року на європейському ринку модель буде називатись Toyota Corolla.

### Двигуни
- 1.2 л 8NR-FTS VVT-iW I4 (turbo) 116 к.с. 185 Нм
- 2.0 л M20A-FKS I4 170 к.с. 210 Нм
- 1.8 л 2ZR-FXE I4 (hybrid) + електродвигун 122 к.с. 163 Нм
- 2.0 л M20A-FXS I4 (hybrid) + електродвигун 180 к.с. 190 Нм